# 옐호토보

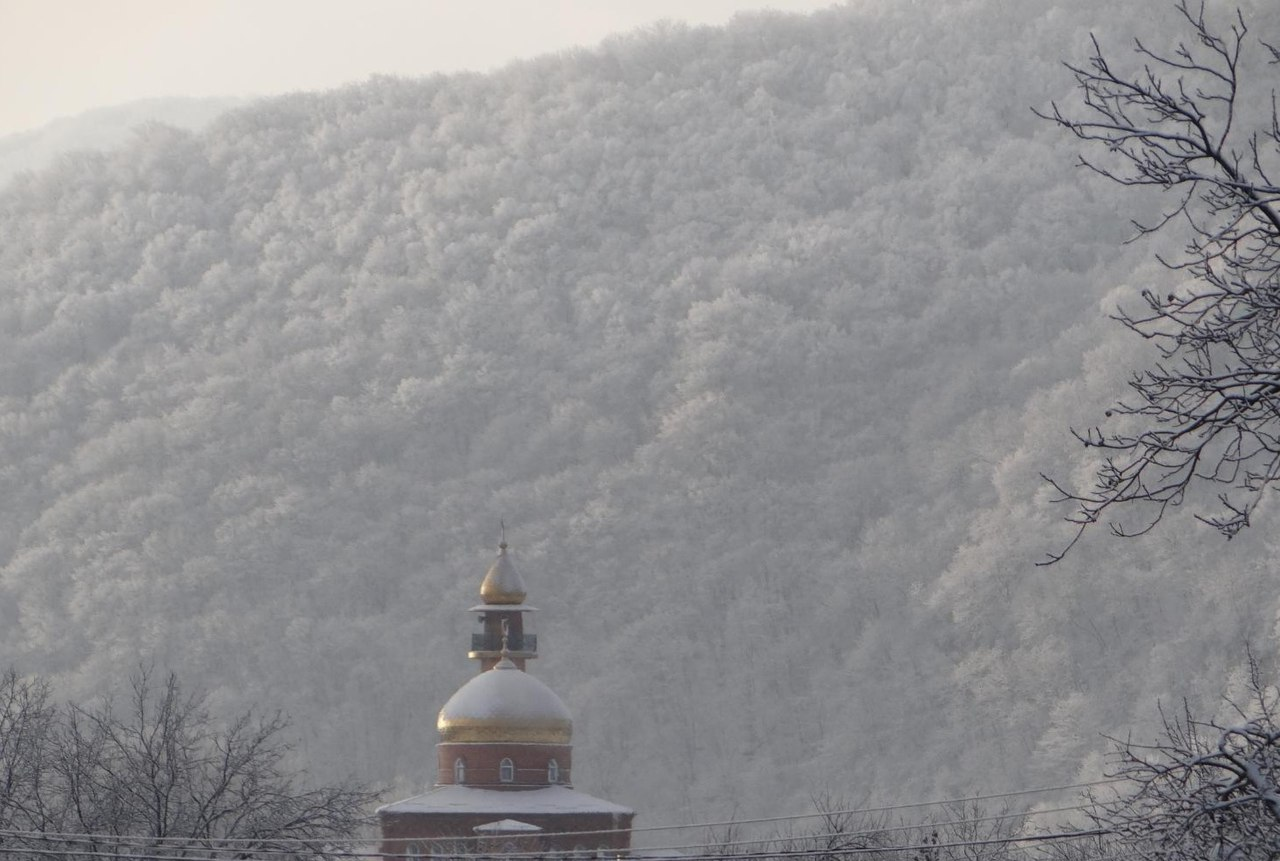

옐호토보(러시아어: Эльхотово, 오세트어: Елхот)는 북오세티야 공화국 키롭스키 군에 속한 도시이다. 1838년에 도시로 등록되었다. 이곳에서는 콜호스기 설치되어 있었고, 콤비나트의 일부이다.